# Ammiraglio ispettore capo
Il grado di ammiraglio ispettore capo, corrispettivo ammiraglio di squadra, è il massimo grado della Marina Militare che è riservato agli ufficiali ai vertici di comando dei vari corpi tecnici e logistici della Marina Militare Italiana e del Corpo della sanità militare marittima ed è equivalente al grado di tenente generale delle armi e corpi logistici dell'Esercito italiano, e a al grado di generale ispettore capo dei corpi tecnici dell'Aeronautica Militare.

## Storia
Nella Regia Marina la denominazione del grado nel Genio Navale e nelle Armi Navali era a partire dal 1923 generale ispettore rimasta in vigore anche dopo la proclamazione della Repubblica, nella Marina Militare, ed era riservato all'ufficiale al comando di tali corpi fino al 1973, quando dopo la riforma delle denominazioni dei gradi della Marina Militare introdotta con la legge 16 aprile 1973, n. 174, gli ufficiali dei corpi tecnici portano gli stessi gradi degli altri ufficiali del Corpo di stato maggiore della Marina Militare, con l'aggiunta dei suffissi "(AN)", "(GN)", "(SAN)", "(CM)", "(CP)".
Come per tutti gli altri corpi tecnici, rimangono diverse le denominazioni dei gradi di ammiraglio ispettore (equivalente ad ammiraglio di divisione), ed ammiraglio ispettore capo (equivalente ad ammiraglio di squadra). Fino alla riforma del 1973 i gradi degli ufficiali tecnici avevano le stesse denominazioni in uso nell'Esercito italiano. Successivamente il grado di ammiraglio ispettore capo venne esteso anche agli altri corpi della Marina Militare Italiana e nel Corpo delle capitanerie di porto l'ammiraglio ispettore capo divenne il comandante generale del Corpo.
Il grado di ammiraglio ispettore capo, dal 2014 al 2017, tornò ad essere riservato solo al comandante del Corpo del genio navale e al comandante del Corpo delle armi navali, in quanto con  il decreto del presidente della Repubblica del 12 febbraio 2013, n. 29, seguito dal decreto legislativo 28 gennaio 2014, n. 8, per la "riduzione delle dotazioni organiche" il grado di ammiraglio ispettore capo era stato abolito per i Corpi sanitario militare marittimo (SAN), di commissariato (CM) e delle capitanerie di porto (CP) e quindi le funzioni di comandante dei suddetti Corpi della Marina prevedevano il grado di ammiraglio ispettore; non essendo prevista alcuna promozione al grado superiore, gli ammiragli ispettori ai quali venivano attribuiti tali funzioni venivano posti gerarchicamente al di sopra degli altri ammiragli ispettori del proprio corpo.
Successivamente, dopo l'unificazione del Corpo del genio navale e del Corpo delle armi navali nel Corpo del genio della Marina, per effetto del decreto legislativo n. 94 in data 29 maggio 2017 “Disposizioni in materia di riordino dei ruoli e delle carriere del personale delle Forze armate” - l’articolo 133 del codice dell’ordinamento militare, prevede, oltre al ritorno del grado di ammiraglio ispettore capo per tutti i corpi diversi dal corpo di stato maggiore, per il Corpo delle capitanerie di porto in luogo della designazione legata all’anzianità di grado, una nuova procedura di nomina del Comandante Generale del Corpo delle Capitanerie di porto – Guardia Costiera. L’incarico per effetto di tale decreto legislativo è attribuito con decreto del Presidente della Repubblica adottato sulla base della proposta, condivisa e paritetica, dei Sigg. Ministri della Difesa, sentito il Capo di stato Maggiore della Difesa, e del Sig. Ministro delle infrastrutture e dei trasporti, prevedendo, nuovamente, il conferimento del grado di ammiraglio ispettore capo, che venne ripristinato anche per gli altri corpi tecnici e logistici.

## Distintivo di grado
Il distintivo per paramano del grado di ammiraglio ispettore capo è costituito da un giro di bitta, due spaghetti e una greca. Il distintivo per controspallina è, invece, costituito da tre stellette su controspallina dorata. Il codice di equivalenza NATO è OF-8. Per gli ammiragli ispettori che sono posti al comando di un corpo, il distintivo per paramano è costituito da un giro di bitta, due binari e una greca, dove parte del giro di bitta è bordato di rosso, a significare l'incarico e analogamente il distintivo per controspallina è provvisto di tre stellette, dove una è bordata di rosso.
Il fregio da berretto rigido di un Ammiraglio ispettore capo ha sfondo rosso sotto la torre come quello di ammiraglio di squadra, a differenza di tutti gli altri ufficiali della Marina militari in cui lo sfondo sotto la torre è blu, mentre l'ovale dell'ancoretta è di colore blu, comunemente a tutti gli altri ufficiali.

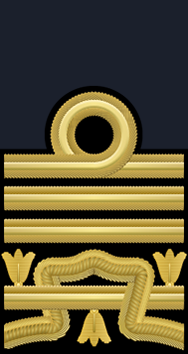
L'insegna per paramano
L'insegna per paramano di ammiraglio ispettore comandante di Corpo
L'insegna per controspallina
L'insegna per controspallina di ammiraglio ispettore comandante di Corpo
Fregio da berretto rigido per ammiraglio di squadra, si noti lo sfondo rosso sotto la torre e quello blu nell'ovale dell'ancoretta
Bandiera navale per ammiraglio ispettore capo

### Riferimenti normativi
- Decreto legislativo 15 marzo 2010, n. 66, in materia di "Codice dell'ordinamento militare" aggiornato.